# Дечја песма Евровизије 2014.
Дечја песма Евровизије 2014. је било 12. по реду такмичење намењено деци. Одржало се 15. новембра 2014. године на Бродоградилишту у Марси, Малта. Малтешки јавни сервис PBS, добио је право да организује ово такмичење, након победе њиховог представника Гаје Кауки са песмом The Start, на Дечјој Песми Евровизије 2013, у Кијеву.

## Учесници
Шеснаест земаља је потврдило учешће на такмичењу. По први пут су наступиле Италија, Црна Гора и Словенија, после дуже паузе на такмичење су се вратиле Бугарска, Кипар, Србија и Хрватска док су Азербејџан, Македонија и Молдавија прескочиле ово такмичење. Ово је био први пут после 2008. да на такмичењу учествујe више од 15 земаља.

## Формат

### Водитељ
10. септембра је објављено да ће малтешка телевизијска личност Моира Делија, бити домаћин такмичења. Ово је био први пут у историји такмичења да ће бити само један водитељ.

### Редослед наступа
Приликом састанка шефова делегација земаља учесника, малтешки емитер PBS је објавио начин жреба за редослед наступа. Продуценти ће одретити редослед, док ће за представника Малте, првог и последњег такмичара бити одређен случајним жребом. Осталих тринаесторо учесника жреб ће сместити у прву или другу половину, како би продуценти касније одредили која земља под којим редним бројем наступа. Коначан редослед наступа је објављен 9. новембра.

### Гласање
Гласање ће бити слично као и претходних година, 50-50. Међутим, чланови жирија, као ни публика, неће рангирати песме од прве до последње (као што је било 2013), већ ће оцењивати поенима 1-8, 10 и 12. За разлику од претходне три године када су презентери читали све бодове, презентери гласова ће прочитати само коме иде 8, 10 и 12 поена, док ће се поени 1-7 појавити аутоматски.

## Финале
| Број | Држава             | Представник                    | Песма                                               | Пласман | Поени |
| ---- | ------------------ | ------------------------------ | --------------------------------------------------- | ------- | ----- |
| 01   | Белорусија BTRC    | Надежда Мисјакова              | "Сокaл" (Соко)                                      | 7.      | 71    |
| 02   | Бугарска BNT       | Крисиа, Хасан и Ибрахим        | "Planetata na detsata" (Дечја планета)              | 2.      | 147   |
| 03   | Сан Марино SMRTV   | The Peppermints                | "Breaking My Heart" (Сламаш моје срце)              | 15.     | 21    |
| 04   | Хрватска HRT       | Џоузи                          | "Game Over" (Игра је готова)                        | 16.     | 13    |
| 05   | Кипар CyBC         | Софија Пацалидес               | "I pio omorfi mera" (Најлепши дан)                  | 9.      | 69    |
| 06   | Грузија GPB        | Лизи Поп                       | "Happy day" (Срећан дан)                            | 11.     | 54    |
| 07   | Шведска SVT        | Јулија Кедхамар                | "Du är inte ensam" (Ниси сам)                       | 13.     | 28    |
| 08   | Украјина NTU       | Симфо-ник                      | "Pryyde vesna" (Пролеће ће доћи)                    | 6.      | 74    |
| 09   | Словенија RTVSLO   | Ула Ложар                      | "Nisi sam (Your light)" (Ниси сам) ((Твоје светло)) | 12.     | 29    |
| 10   | Црна Гора RTCG     | Маша Вујадиновић и Лејла Вулић | "Буди дијете на један дан"                          | 14.     | 24    |
| 11   | Италија RAI        | Винченцо Кантијело             | "Tu primo grande amore" (Твоја прва велика љубав)   | 1.      | 159   |
| 12   | Јерменија ARMTV    | Бети                           | "People of the sun" (Људи Сунца)                    | 3.      | 146   |
| 13   | Русија RTR         | Алиса Кожикина                 | "Dreamer" (Сањар)                                   | 5.      | 96    |
| 14   | Србија RTS         | Емилија Ђонин                  | "Свет у мојим очима"                                | 10.     | 61    |
| 15   | Малта PBS          | Федерика Фалцон                | "Diamonds" (Дијаманти)                              | 4.      | 116   |
| 16   | Холандија AVROTROS | Јулија ван Берген              | "Around" (Около)                                    | 8.      | 70    |

## Гласање
| Посебни гласови жирија и публике | Посебни гласови жирија и публике | Посебни гласови жирија и публике | Посебни гласови жирија и публике | Посебни гласови жирија и публике |
| Место                            | Публика                          | Бод.                             | Жири                             | Бод.                             |
| -------------------------------- | -------------------------------- | -------------------------------- | -------------------------------- | -------------------------------- |
| 1.                               | Бугарска                         | 143                              | Италија                          | 143                              |
| 2.                               | Јерменија                        | 124                              | Јерменија                        | 114                              |
| 3.                               | Италија                          | 100                              | Малта                            | 113                              |
| 4.                               | Украјина                         | 100                              | Бугарска                         | 86                               |
| 5.                               | Русија                           | 89                               | Кипар                            | 73                               |
| 6.                               | Холандија                        | 69                               | Русија                           | 72                               |
| 7.                               | Малта                            | 64                               | Србија                           | 65                               |
| 8.                               | Белорусија                       | 58                               | Белорусија                       | 62                               |
| 9.                               | Кипар                            | 42                               | Холандија                        | 44                               |
| 10.                              | Грузија                          | 41                               | Грузија                          | 44                               |
| 11.                              | Словенија                        | 39                               | Шведска                          | 39                               |
| 12.                              | Србија                           | 34                               | Украјина                         | 24                               |
| 13.                              | Сан Марино                       | 11                               | Црна Гора                        | 21                               |
| 14.                              | Црна Гора                        | 10                               | Словенија                        | 14                               |
| 15.                              | Шведска                          | 3                                | Сан Марино                       | 11                               |
| 16.                              | Хрватска                         | 1                                | Хрватска                         | 3                                |

|          |            | Резултати |            |          |            |          |       |         |         |          |           |           |         |           |        |        |       |           |    |    |
| Поени    | Европа     | ДЖ        | Белорусија | Бугарска | Сан Марино | Хрватска | Кипар | Грузија | Шведска | Украјина | Словенија | Црна Гора | Италија | Јерменија | Русија | Србија | Малта | Холандија |    |    |
| Учесници | Белорусија | 71        | 12         | 8        |            | 1        | 3     | 2       | 1       | 6        | 5         | 6         | 2       |           | 1      | 3      | 8     |           | 6  | 7  |
| Учесници | Бугарска   | 147       | 12         | 4        | 7          |          |       | 12      | 12      | 8        | 10        | 8         | 10      | 8         | 10     | 7      | 7     | 12        | 8  | 12 |
| Учесници | Сан Марино | 21        | 12         |          |            |          |       |         |         |          |           |           |         |           | 8      |        |       |           | 1  |    |
| Учесници | Хрватска   | 13        | 12         |          |            |          | 1     |         |         |          |           |           |         |           |        |        |       |           |    |    |
| Учесници | Кипар      | 69        | 12         | 6        | 3          | 8        | 8     |         |         | 4        | 6         |           | 4       | 4         | 5      |        | 3     |           |    | 6  |
| Учесници | Грузија    | 54        | 12         | 1        | 4          | 2        | 2     | 1       | 3       |          |           | 2         |         |           |        | 12     | 5     | 1         | 7  | 2  |
| Учесници | Шведска    | 28        | 12         |          |            |          |       |         | 2       | 1        |           | 3         |         |           | 4      | 1      |       |           |    | 5  |
| Учесници | Украјина   | 74        | 12         |          | 6          | 4        |       | 7       | 4       | 7        |           |           | 1       | 10        | 3      | 4      | 4     | 5         | 4  | 3  |
| Учесници | Словенија  | 29        | 12         |          | 1          |          |       | 3       |         |          | 2         |           |         | 3         |        | 2      |       | 2         |    | 4  |
| Учесници | Црна Гора  | 24        | 12         |          |            |          |       |         |         |          |           |           | 3       |           |        |        |       | 4         | 5  |    |
| Учесници | Италија    | 159       | 12         | 12       | 2          | 10       | 12    | 10      | 10      | 10       | 7         | 10        | 12      | 12        |        | 8      | 6     | 8         | 10 | 8  |
| Учесници | Јерменија  | 146       | 12         | 7        | 12         | 12       | 7     | 6       | 6       | 12       | 8         | 12        | 8       | 2         | 2      |        | 12    | 6         | 12 | 10 |
| Учесници | Русија     | 96        | 12         | 5        | 10         | 7        | 5     | 5       | 8       | 3        | 1         | 5         | 7       | 5         |        | 10     |       | 10        | 3  |    |
| Учесници | Србија     | 61        | 12         | 3        |            | 6        | 6     | 8       |         |          | 3         | 4         | 5       | 7         | 6      |        | 1     |           |    |    |
| Учесници | Малта      | 116       | 12         | 10       | 8          | 5        | 10    |         | 7       | 5        | 4         | 7         | 6       | 6         | 12     | 6      | 10    | 7         |    | 1  |
| Учесници | Холандија  | 70        | 12         | 2        | 5          | 3        | 4     | 4       | 5       | 2        | 12        | 1         |         | 1         | 7      | 5      | 2     | 3         | 2  |    |

## Остале земље
Земље које су потврдиле да неће учествовати су:
- Албанија
- Азербејџан - 30.септембра, приликом објављивања коначне листе учесника, објављено је да Азербејџан неће учествовати.
- Белгија - Телевизија Ketnet је изјавила да нису заинтересовани за повратак, па тако Белгија неће учествовати.
- Данска
- Грчка - Било је гласина да се Грчка враћа на такмичење захваљујући телевизији DT. Међутим, јавни сервис Грчке NERIT је демантовао гласине.
- Израел
- Летонија
- Литванија
- Македонија - 4. септембра 2014. македонски јавни сервис МРТ објавио је повлачење са такмичења.
- Молдавија - 30.септембра, приликом објављивања коначне листе учесника, објављено је да Молдавија неће учествовати.
- Норвешка
- Пољска
- Португал - Португал је првобитно пријавио учешће, међутим 4. септембра 2014. јавни сервис RTP је објавио да Португал ипак неће учествовати.
- Румунија - Румунија је планирала повратак, међутим 2. августа 2014. TVR је објавио да се неће враћати, надајући да ће се Румунија вратити на такмичење 2015.
- Уједињено Краљевство
- Француска
- Швајцарска
- Шпанија

## Коментатори и презентери гласова

### Коментатори
- Белорусија - Анатолиј Липецки (BTRC)
- Бугарска - Геогри Кушвалијев и Елена Росберг (BTV)
- Грузија - Меро Чикашвили и Темо Квирквелија (GPB)
- Италија - Симон Лијои и Антонела Клерићи (RAI Gulp)
- Јерменија - Авет Барсегјан (Armenia 1)
- Кипар - Киријакос Пастидес (CyBC)
- Малта - Данијел Чиркоп (PBS)
- Русија - Олга Шелест (Carousel)
- Сан Марино - Лиа Фјорио и Гилберто Гатеи (SMRTV)
- Словенија - Бернарда Жарн (RTVSLO)
- Србија - Силвана Грујић (RTS 2)
- Украјина - Тимур Мирошниченко (NTU)
- Холандија - Јан Смит (NPO 3)
- Хрватска - Иван Планинић и Аљоша Шерић (HRT 2)
- Црна Гора - Дражен Бауковић и Тамара Иванковић (TVCG2)
- Шведска - Едвард аф Силен и Алва Хорен (SVT Barnkanalen)

### Презентери гласова
- Дечји жири - Гаја Кауки (Победница Дечје песма Евровизије 2013.)
- Белорусија - Катерина Таперкина
- Бугарска - Ина Ангелова
- Сан Марино - Клара
- Хрватска - Сара
- Кипар - Парис Николау
- Грузија - Маријам Хуњгуруа
- Шведска - Елијас Елфорс Елфстром (Представник Шведске 2013)
- Украјина - Софија Тарасова (Представница Украјине 2013)
- Словенија - Гал Фајон
- Црна Гора - Александра
- Италија - Ђорди
- Јерменија - Моника Аванесјан (Представница Јерменије 2013)
- Русија - Марија Карева
- Србија - Тамара Васовић
- Малта - Џулијан Фалцон
- Холандија - Милена и Розана (Представнице Холандије 2013)